# Matalam
Matalam est une localité de la province de Cotabato, aux Philippines. En 2015, elle compte 79 361 habitants.